# Silbentachygraphie
Das Wort Tachygraphie leitet sich aus dem Griechischen ab und beschreibt eine Kurzschrift, die eine schnelle Wiedergabe von Texten ermöglicht (griech. ταχύς (tachys) 'schnell' und γρὰφειν (graphein) 'schreiben'). Bei der Silbentachygraphie handelt es sich um die kurzschriftliche Wiedergabe von Wörtern durch zusammengesetzte Silben.

## Historische Entwicklung und Verwendung
Die Silbentachygraphie ist besonders in Norditalien zwischen dem 8. bis ins 12. Jahrhundert in Urkunden nachweisbar. Vor allem im Kanzleibereich war der Bedarf an Noten hoch, um Eigennamen in Urkunden eintragen zu können.

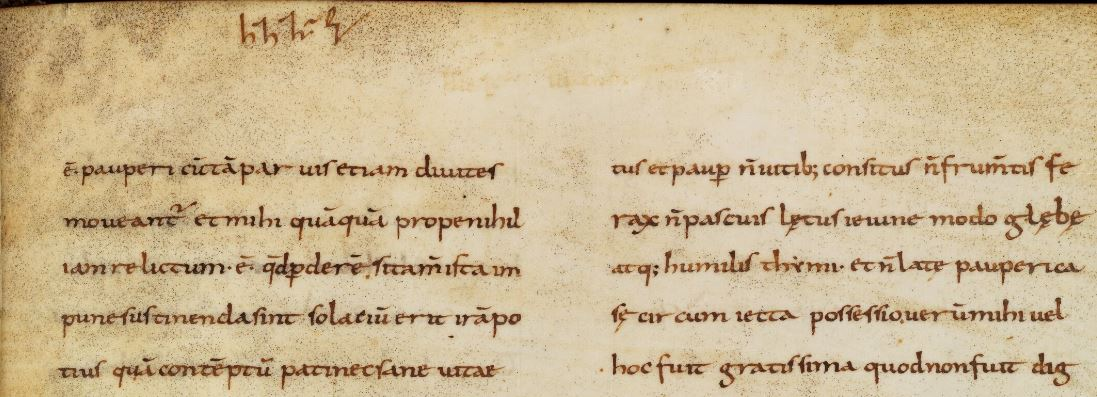
Bamberg, Class. 44, Ps.-Quintilian, Declamationes maiores, fol. 81r, X. Jh.; knappe Inhaltsangabe von Gerbert von Reims in silbentachygraphschen Zeichen: a-pes pau-(p)er-is. Die Silbentachygraphie unterscheidet sich systematisch von den tironischen Noten aus karolingischer Zeit.

Arthur Mentz, Schriftforscher der antiken und mittelalterlichen Stenographie, unterschied dabei drei historische Kurzschriftsysteme, die er als System A, System B und System C klassifizierte:

### System A
Hierbei handelt es sich um tironische Noten, einem antiken Kurzschriftsystem. Während die komplexen Wortnoten der tironischen Noten relativ stabil sind, wurden Eigennamen silbentachygraphisch wiedergegeben. System A wurde in karolingischer Zeit gezielt restituiert und fand vor allem im nordalpinen Raum Verbreitung. Ein Beispiel für seine Verwendung ist der Vergilius Turonensis, ein Kommentar zu den Werken von Vergil aus dem Martinskloster Tours, in dem tironische Noten neben Alphabetschrift eingetragen sind.

### System B
Dieses System entstand spätestens im 5. Jahrhundert als Weiterentwicklung der tironischen Noten. Es stellt einen Übergangszustand zur Silbentachygraphie dar. Zeugnisse von System B sind ausschließlich vorkarolingisch. System B wurde später von System C verdrängt.

### System C
System C zeichnet sich durch die nahezu vollständige Verwendung von Silbenzeichen aus. Die lateinische Silbentachygraphie fand besonders in Italien, vereinzelt auch in Spanien Anwendung. In karolingischer Zeit existierten System C mit südalpinen und A mit nordalpinen Schwerpunkt nebeneinander.
Auch Gerbert von Reims, später Papst Silvester II., nutzte ein silbentachygraphisches System. Die Hauptgebrauchszeit der Silbentachygraphie war im 10. Jahrhundert. Ihre Anwendung in den italienischen Kanzleien endete im 11. Jahrhundert.